# Episodi di Questa è la mia terra (seconda stagione)
La seconda stagione di Questa è la mia terra, nota anche con il titolo di Questa è la mia terra - Vent'anni dopo, va in onda su Canale 5 dal 20 gennaio al 20 febbraio 2008.
| nº | Episodio        | Prima TV Italia  |
| -- | --------------- | ---------------- |
| 1  | Prima puntata   | 20 gennaio 2008  |
| 2  | Seconda puntata | 27 gennaio 2008  |
| 3  | Terza puntata   | 30 gennaio 2008  |
| 4  | Quarta puntata  | 6 febbraio 2008  |
| 5  | Quinta puntata  | 13 febbraio 2008 |
| 6  | Sesta puntata   | 20 febbraio 2008 |

## Prima puntata
- Sceneggiatura di: Dante Palladino

### Trama
La storia riprende nel 1958. Andrea e Giulia si sono sposati e hanno una fattoria. Oltre a Pietro hanno anche una figlia, Ada, adottata in tempi di guerra. Giulia non ha mai smesso di fare la maestra.
Silvana intanto continua la sua vita infelice: ha sposato il perfido Leonardo Del Negro, dal quale subisce violenze e umiliazioni di ogni genere. Del Negro è un ricco speculatore che cerca di portare via le terre dell'Agro e per farlo ricatta Giulia, dicendole di sapere la verità sulla madre naturale di Ada. 
Si scopre che Silvana e Andrea sono amanti da quando lui l'ha salvata dal suicidio nella prima serie. Giulia li vede baciarsi nel fienile e scopre la reazione fra i due, cacciandoli entrambi fuori dalla sua vita.
All'Agro intanto ritorna Giacomo, che dopo la guerra si è riciclato nei servizi segreti, lavorando per Italia, Stati Uniti e Unione Sovietica contemporaneamente usando tre nomi diversi. Entrato negli uffici di una base militare della NATO viene scoperto dal capitano Lockman, a conoscenza delle sue identità: per legittima difesa è costretto ad ucciderlo. In seguito, De Santis rincontrerà Giulia dopo molti anni.
Anche Ada ha incontrato Giacomo, del quale si è infatuata. Entrambi sono a conoscenza del legame che hanno in comune con Giulia e la ragazza vuole sfruttare il fatto di non essere figlia biologica della donna per conquistarlo, entrando così in competizione con la madre adottiva. Ma Giacomo la rifiuta e Ada torna a casa in lacrime. Quando Giulia e Andrea le chiedono cosa sia successo lei fa il nome di Giacomo, che viene colpito da Andrea con un pugno. Acciari in seguito chiede a Ada di non frequentare Giacomo, essendo questi un uomo pericoloso.

## Seconda puntata
- Sceneggiatura di: Maura Nuccetelli

### Trama
Giulia esce dall'incidente fortunatamente illesa. Andrea, dopo averla soccorsa, tenta di riavvicinarsi esortandola a tornare a combattere insieme: deve rifiutare il ricatto di Leonardo Del Negro. Ma lei, quasi rassegnata, si prepara a lasciare la scuola.
Silvana continua a seguire le tracce del figlio che anni prima ha avuto con Andrea. In un primo momento pensa di averlo riconosciuto in un ragazzo ventenne adottato molti anni prima dal dottor Fontana. Cerca allora di contattarlo attraverso una lettera, ma questa verrà intercettata dal padre del ragazzo che le spiegherà veramente come sono andate le cose.
Giacomo si insinua nuovamente negli uffici della base militare della NATO per cercare mappe e documenti che testimoniano l'inadeguatezza dei terreni dell'Istituto alla costruzione di qualsiasi centrale elettrica o nucleare. Così cerca di dare una mano a Giulia facendole recapitare tutta la segreta documentazione. Quando Giulia decide di andarlo a ringraziare, lo trova nella sua villa con Ada completamente nuda. Giacomo imbarazzato urla che sua figlia non gli interessa e che non è lei la donna per cui è tornato. La ragazzina così scappa dalla zia Silvana, ma Giulia è inquieta a causa di sogno ricorrente: colpi di arma da fuoco che si mescolano al pianto di una bambina e lei che, per difendersi, spara. Il suo passato ha ancora qualche lato oscuro ma almeno ha trovato il modo per salvare il terreno dell'Istituto: lo allagherà e farà riemergere la palude attraverso le chiuse segnate sulla mappa inviatale. Del Negro è così costretto a incassare il colpo e a cercare l'aiuto di Giacomo che, fatalità, possiede degli appezzamenti di terreno da potergli vendere.
Per andare a riprendere Ada, Giulia affronta Silvana alla Bolero film. Ascoltando involontariamente la loro conversazione, Ada scopre il vero motivo della separazione dei genitori: il tradimento di Andrea con Silvana.
Due mesi dopo, la notte di Capodanno, Giacomo è di ritorno da una missione e Giulia ritrova l'amore e la passione per lui, mentre Silvana, distrutta da quanto le ha rivelato il dottor Fontana, tenta il suicidio: Fontana anni prima aveva realmente comprato il suo piccolo Fausto ma per affidarlo ad una coppia di amici ebrei che non potevano avere bambini e che, nelle retate del '43, vennero presi e deportati ad Auschwitz.
- Ascolti Italia: telespettatori 3.870.000 - share 17,40%[1]

## Terza puntata
- Sceneggiatura di: Fabrizio Bettelli e Eleonora Fiorini

### Trama
All'alba del primo giorno dell'anno Giacomo e Giulia si svegliano insieme e ritrovano molta complicità. Lei gli confessa del ricatto subito da Del Negro grazie alla foto di Ada con la sua vera madre. Andrea invece, dopo la misteriosa telefonata di Silvana si precipita a casa della donna e la trova in fin di vita. Sulla strada del pronto soccorso Andrea incontra un blocco di polizia che chiede informazioni riguardo al cadavere del capitano Lockman, trovato in fondo ad un lago a bordo della sua automobile,.
Ada non è rientrata a casa dopo la notte trascorsa a Roma con Davide.
Silvana, al rientro dall'ospedale decide di non ritornare più a casa dal marito, ma fermarsi per qualche tempo dalla sorella Bianca.
Giacomo, al momento della firma con del Negro pretende la consegna della foto con la quale ricattava Giulia. Intanto Leonardo è impegnato da altre preoccupazioni: decide infatti di far seguire la moglie da Alfredo, che la vede andare nel ghetto con Andrea, dove abitava la presunta famiglia del loro bambino. Il giorno seguente, mentre cerca i finimenti del cavallo di Ada, Andrea trova nel fienile le foto di Pietro che ritraevano la sorella Ada vicina all'automobile di Lockman davanti alla villa di Giacomo, proprio il giorno della scomparsa dell'uomo. Andrea sembra così ricollegare molti dettagli, ma un incendio divampa nel fienile che viene completamente distrutto sotto gli occhi soddisfatti di Del Negro: questi, scoperta la relazione che Silvana ha avuto con Andrea, ha appena tentato di ucciderlo. Pietro riesce a tirar fuori il padre dall'incendio, mentre questi con un filo di voce dice al maresciallo della sua scoperta, pochi secondi prima di essere caricato sull'ambulanza.
- Ascolti Italia: telespettatori 4.157.000 - share 17,31%[2]

## Quarta puntata
- Sceneggiatura di: Grazia Giardiello

### Trama
Andrea ha ormai capito che Giacomo è l'assassino di Lockman. Il maresciallo, raccolta la denuncia, si reca a casa di Giacomo per chiedere informazioni riguardo alla macchina di Lockman vista davanti al suo giardino. Con grande sorpresa Giacomo conduce il maresciallo presso il proprio Garage per mostrargli un'auto simile, parte della sua collezione.
A questo punto per l'incendio viene incolpato il ragazzo che ha rubato l'incasso del Cross Country, e Ada si sente così profondamente in colpa: il ladro è Davide.
Giulia è preoccupata, ma questa volta è veramente convinta del rapporto con Giacomo, che invece le gira nuoavamente le spalle recitando la parte di quello che l'ha solamente usata per vendicarsi di quanto accaduto 20 anni prima. È una messa in scena che serve per allontanarla da lui, e proteggerla da Helena e il KGB.
Appena uscito dall'ospedale Andrea si mette al lavoro per ricostruire il magazzino. Giulia, sotto consiglio di Ada, cerca di riavvicinarsi all'uomo, aprendo anche le danze con lui alla serata inaugurale del nuovo magazzino.
Silvana è sempre più tormentata dall'idea del suo bambino, tanto da scappare dalla festa ed andare nel ghetto, dove trova Davide e lo riconosce come suo figlio Fausto, abbandonato così tanti anni prima. Davide però la caccia via in malo modo.
Giulia, per saperne di più torna alla villa di Giacomo, cerca di portare via dei documenti, ma Sasha, l'aiutante di Helena la scopre e la insegue fino alla spiaggia. Sta per ammazzarla, ma viene prima colpito da un altro proiettile: quello di Giacomo, che a questo punto confessa tutto.
Nel frattempo Pietro trova lavoro alla Bolero come fotografo e Andrea capisce che questa è la possibilità di ritrovare copie delle foto perse nell'incendio, ed è così. Non esiterà un secondo a denunciare Giacomo ai carabinieri. Giulia, venuta a conoscenza di quanto fatto dal marito, è colta dalla paura... ora sono davvero in pericolo!
- Ascolti Italia: telespettatori 4.610.000 - share 18,17%[3]

## Quinta puntata
- Sceneggiatura di: Patrizia Fassio e Domenico Matteucci

### Trama
Giulia, dopo le rivelazioni e l'arresto di Giacomo, vuole sapere che rischi corre la sua famiglia. Sono proprio le intimidazioni cariche di gelosia di Helena, che nel frattempo è stata rispedita in Italia per proseguire la sua missione, a non lasciare dubbi.
Andrea, dopo la confessione di Silvana su Davide, loro figlio, lo cerca e alla stazione lo difende da un aggressore. È qui che gli dice di essere suo padre, ma la reazione di Davide è di assoluto rifiuto.
Intanto Bianca discute la sua tesi di laurea in medicina accompagnata da tutta la famiglia. Sotto gli occhi sbigottiti dei presenti, al ristorante dove si festeggia Bianca, Silvana, un po' brilla, brinda a Davide rivelandone la maternità. Ma lo sgomento per Giulia viene dalla completa confessione di Silvana: il padre è Andrea. Giulia affronta, disarmata e stremata dagli accadimenti, prima suo marito Andrea (che, ormai messo a nudo, vuole solo recuperare l'amore di Giulia), poi sua sorella.
La vita di Silvana, nel frattempo, sembra trovare la direzione da lei tanto sperata: Davide ci ha ripensato, le ha mandato un telegramma e vuole incontrarla. Così, emozionata e contenta, torna a casa per prepararsi all'incontro ma, inavvertitamente, ascolta qualcosa che non avrebbe dovuto sentire: la conversazione segretissima tra Del Negro ed Elena. Quest'ultima ha preso contatto con Del Negro e lo ricatta. Sa tutto della sua vera identità: ex comandante delle Brigate Nere, Carlo Menotti, disperso e poi dichiarato morto nel '46. Sotto scacco riesce così ad ottenere quello che vuole: la sua connivenza per screditare la tecnologia americana del reattore nucleare e fare così gli interessi del KGB. Silvana scopre così il vero volto dell'iniquo uomo che ha sposato. Helena però, a cui da buona spia non sfugge nessun dettaglio, capisce che sono stati ascoltati e cerca di eliminare la moglie di Del Negro, le punta una pistola e la insegue: Leonardo cerca di mettersi in mezzo ma nel tentativo di allontanarsi da lui Silvana finisce fuori da una vetrata, precipita e muore nel cortile.
Giulia con tutta la famiglia non si dà pace, né lei né Andrea credono alla tesi del suicidio: era l'unico momento della vita che Silvana voleva veramente vivere.
Sarà Giacomo, ancora una volta, ad avere la chiave per far emergere la verità ed incastrare Del Negro. Ma deve farlo in fretta, prima di essere estradato per gli USA e, per farlo, può contare solo sull'aiuto di Giulia e di Andrea. Manda loro dal carcere un messaggio in un volume del Vangelo, dapprima criptico poi rivelatore: "sono stato dieci anni al servizio dei servizi segreti russi (...) tutto dimostra che Del Negro è stato arruolato da loro. L'Agro e tutti voi siete in pericolo (...) Fatemi uscire di qui".
Giulia non ha dubbi e vuole salvarlo, Andrea non ne ha nessuna intenzione, ma Giulia cerca di convincerlo: è un uomo molto migliore di Giacomo.
- Ascolti Italia: telespettatori 4.494.000 - share 19,46%[4]

## Sesta puntata
- Sceneggiatura di: Paola Fossataro e Eleonora Fiorini

### Trama
Giacomo riesce ad evadere dal carcere fingendo un malore a causa del cibo avvelenato. Andrea e Giulia, decisi ad aiutarlo, si preparano per i rispettivi compiti: lei si avvia tra i monti Lepini, nei pressi di un vecchio casolare di campagna, restando in attesa dell'arrivo di Giacomo. Andrea invece, inscena con Helena la parte del marito ferito e abbandonato per cercare indizi preziosi: trova un taccuino con dei numeri impressi.
Helena intanto, tenuta sotto controllo dalla CIA, è pronta per lo scambio con Del Negro, mentre Giacomo, ferito ed esanime arriva da Giulia. Lei riesce ad estrargli il proiettile, a fasciargli la spalla con delle bende e all'alba, dopo l'arrivo di Andrea, decidono di abbandonare il casolare.
Giacomo, dalla sequenza di numeri del messaggio cifrato, intuisce una data ed un orario quando, tra le erbacce, Giulia scopre una pietra miliare che scioglie l'enigma: il luogo dell'incontro. Così si rifugiano una vecchia casa cantoniera per tenere sotto controllo il luogo dello scambio. Ma la tensione tra Andrea e Giacomo, porta Giulia ad abbandonarli proprio nel momento in cui due grandi camion arrivano al segretissimo appuntamento. Per Giacomo tutto oramai è chiaro: il KGB con l'aiuto di Del Negro, vuole sabotare la centrale nucleare sostituendo le barre di controllo originali di fabbricazione britannica. Del Negro però si accorge di loro, ordina di sparargli, ma i due riescono ad uscire dal camion illesi. Giulia, che ha visto tutto, ora vuole solo tornare al Borgo ma, proprio sulla strada di casa, nello stesso momento in cui incontra Ada, viene rapita insieme alla figlia ed entrambe vengono portate nel bunker segreto di Del Negro.
Mentre Giacomo e Andrea, in una corsa disperata per fermare l'avviamento del reattore nucleare, affrontano un altro conflitto a fuoco, Del Negro racconta ad Ada la verità sulla fine della madre naturale, a cui Giulia durante la guerra aveva dovuto sparare per difendersi. Andrea e Giacomo riescono a salvarle, e Leonardo, rimasto prigioniero nel bunker, si spara dopo aver detto alla defunta Silvana che la sta raggiungendo. 
Ora Andrea e Giacomo devono solo riuscire ad impedire l'avviamento della centrale. Con un'affannosa corsa contro il tempo, Giulia riesce ad arrivare alla centrale da Turner, mentre Andrea e Giacomo si difendono dall'ultimo fuoco nemico. Solo Andrea però tornerà da Giulia: prima di morire infatti, Helena spara a Giacomo sotto gli occhi di Andrea. De Santis viene così dato per morto.
Giulia svelerà, nelle ultime pagine del suo libro intitolato Questa è la mia terra, di aver trovato nella camera da letto di Giacomo, sul suo cuscino, la spilla con la quale aveva fissato le bende dopo avergli estratto il proiettile, segno tangibile dell'esistenza ancora in vita di Giacomo. Quando riferisce la sua scoperta ad Andrea, lui le chiede se ha intenzione di cercarlo, ma lei gli dice che non lo farà perché, da sempre, è Andrea la sua terra.
- Ascolti Italia: telespettatori 4.937.000 - share 20,00%[5]